# Gerhard Adrian
Gerhard Adrian, né le 16 septembre 1956, est un météorologue allemand, président du conseil d'administration et porte-parole du conseil d'administration du service météorologique allemand depuis 2010 et président de l'Organisation météorologique mondiale depuis 2019.

## Formation et carrière
Adrian a étudié la météorologie à l'université de Karlsruhe de 1975 à 1981. Il a ensuite passé son doctorat, qu'il a obtenu en 1985. En 1993, il obtient son habilitation dans le domaine de la météorologie. Il a ensuite occupé des postes de professeur suppléant à l'université de Karlsruhe et à l'université de Mayence. 
En 1999, Adrian a rejoint le service météorologique allemand  (DWD)en tant que directeur de la recherche et du développement. En 2006, il a été nommé vice-président et en 2010, il a succédé à Wolfgang Kusch à la tête du service météorologique allemand. Il est ou a été à ce titre chef de la délégation allemande auprès du Conseil de l’Organisation européenne pour l'exploitation de satellites météorologiques (EUMETSAT) et du Conseil du Centre européen pour les prévisions météorologiques à moyen terme (CEPMMT). Il a même été président de CEPMMT de 2014 à 2016 et président du Comité consultatif en matière de politiques générales d’EUMETSAT de 2009 à 2011.
Le docteur Adrian a occupé divers postes au sein de l'Organisation météorologique mondiale et, en 2019, il en a été élu président. Son mandat de quatre ans à l'OMM a pris fin en 2023.
Il a pris sa retraite et été remplacé comme président du DWD par Sarah Catherine Jones le 1er août 2023.